# Don César de Bazan
Don César de Bazan és una opéra comique en quatre actes amb música de Jules Massenet i llibret en francès d'Adolphe d'Ennery, i Jules de Chantepie, basat en l'obra de teatre homònima d'Adolphe d'Ennery i Dumanoir, inspirada en el Ruy Blas de Victor Hugo. Es va estrenar en l'Opéra-Comique el 30 de novembre de 1872.

## Personatges
| Personatge           | Tessitura    | Repartiment de l'estrena, 30 de novembre de 1872 (Director: Adolphe Deloffre) |
| -------------------- | ------------ | ----------------------------------------------------------------------------- |
| Maritana             | soprano      | Marguérite-Marie Sophie Pollart "Priola"                                      |
| Lazarille, un noi    | mezzosoprano | Galli-Marié                                                                   |
| Carles II d'Espanya  | tenor        | Paul Lhérie                                                                   |
| Don César            | baríton      | Jacques Bouhy                                                                 |
| Don José de Santarém | baríton      | Neveu                                                                         |
| Capità de la guàrdia | baix         | François Bernard                                                              |